# Pizsamás banánok (2011)
A Pizsamás banánok (eredeti címe: Bananas in Pyjamas) egy ausztrál 3D-animációs sorozat, amely a Pizsamás banánok (1992) rebootja. Magyarországon a Boomerang Cartoonito blokkja sugározta 2011-től.

## Szereplők
| Szereplő neve  | Eredeti hang                   | Magyar hang           |
| -------------- | ------------------------------ | --------------------- |
| B1             | Dominic Wood, Stephen Shanahan | Gáspár András         |
| B2             | Richard McCourt                | Gubányi György István |
| Morgan         | Troy Planet                    | Ungvári Gergely       |
| Lulu           | Ines Vaz de Sousa              | Haffner Anikó         |
| Amy            | Isabella Dunwill               | Törtei Tünde          |
| Sapkás patkány | Shane McNamara                 | Harsányi Gábor        |
| Bernard        | Keith Alexander                |                       |
| Charlie        |                                |                       |
| Topsy          | Roslyn Oades                   |                       |

### Magyar változat
A szinkront a Cartoon Network megbízásából a BTI stúdió készítette.
- Magyar szöveg: Igarashiné Szabó Adrienn
- Vágó: Zöld Zsófia
- Hangmérnök: Dénesi Márk
- Gyártásvezető: Magyar Gergely
- Szinkronrendező: Rehorovszky Béla